# Скрипник, Александр Семёнович
Алекса́ндр Семёнович Скри́пник — советский, молдавский и украинский тренер по боксу. Тренер сборной команды СССР, тренер-преподаватель ДЮСШ «Олімпійські надії» Полтавской областной рады. Личный тренер боксёров Тимофея Скрябина, Сергея Мичника, Юрия Богданова и др. Заслуженный тренер Украины и Молдовы, заслуженный работник физической культуры и спорта Украины (2019).

## Биография
Александр Скрипник окончил Ворошиловградский техникум физической культуры. Ещё будучи студентом этого учебного заведения, он начал заниматься тренерской деятельностью в боксе. Продолжил работать на этой ниве в боксёрской секции при Рубежанском индустриально-педагогическом техникуме. Впоследствии Скрипник на протяжении шести лет работал в тренерском коллективе национальной сборной СССР по боксу. Позднее он перебрался в Кишинёв, а с 2001 года живёт и работает в Полтаве, являясь тренером-преподавателем ДЮСШ «Олімпійські надії» Полтавской областной рады.
Одним из лучших воспитанников Скрипника является Тимофей Скрябин, которого он начал тренировать с 1985 года. Под его руководством Скрябин стал призёром Олимпийских игр в Сеуле 1988 года и Игр доброй воли 1994 года, вице-чемпионом Европы 1989 года, а также чемпионом СССР 1989 и 1990 годов и чемпионом СНГ 1993 года.
Также подопечными Скрипника были такие боксёры, как чемпион СССР Сергей Мичник, призёр чемпионатов СССР, мастер спорта международного класса Юрий Богданов, призёр Кубка СССР Сергей Скрябин, чемпион Европы среди молодежи (U-22) и призёр чемпионата Украины Александр Погребняк, призёр чемпионата мира среди молодежи Зоравор Петросян, чемпион Молдовы Александр Петровский и многие другие.